# Amagi (hangarfartyg)
Amagi (天城) var ett hangarfartyg i Unryū-klassen som byggdes för den kejserliga japanska flottan under andra världskriget. Uppkallad efter berget Amagi, och färdigställd sent under kriget, tog hon aldrig ombord några flygplan och tillbringade kriget nära de japanska hemöarna. Fartyget kapsejsade i juli 1945 efter att ha träffats flera gånger under flygattacker av amerikanska hangarfartyg när det låg förtöjt i Kure. Amagi bärgades 1946 och skrotades senare samma år.

## Design och beskrivning
De sista fullstora japanska hangarfartygen som byggdes under andra världskriget var en grupp fartyg som var en förbättrad version av det tidigare hangarfartyget Hiryū, men där de enskilda enheterna skilde sig åt i vissa detaljer för att återspegla de förändrade omständigheterna när Stillahavskriget närmade sig sitt slut. Amagi beställdes, under det provisoriska namnet #5001, som en del av Kai-Maru 5-programmet 1942. Detta var ett massivt flottbyggprogram som var avsett att ersätta förlusterna vid slaget vid Midway och som var inriktat på flygplan och hangarfartyg. Fartyget var ett av 16 planerade hangarfartyg i Unryū-klassen, men endast tre var färdigställda före krigsslutet.
Amagi hade en total längd på 227,35 meter. Hon hade en bredd på 22 meter och ett djupgående på 8,73 meter. Hon hade ett deplacement på 20 450 ton. Besättningen bestod av 1 595 officerare och sjömän.
Hangarfartygen i Unryū-klassen använde samma turbiner och pannor som i den tunga kryssaren Suzuya. Dessa bestod av fyra växlade ångturbiner med sammanlagt 152 000 axelhästkrafter (113 000 kW) som drev fyra axlar med hjälp av ånga från åtta Kampon-typ B vattenrörspannor. Fartyget hade en maxhastighet på 34 knop (63 km/h). Amagi medförde 3 670 ton tjockolja som gav henne en räckvidd på 8 000 nautiska mil (15 000 km) vid 18 knop (33 km/h). Hon hade två skorstenar på styrbordssidan, båda vinklade under horisontalplanet. De var utrustade med ett vattenkylningssystem för att minska den turbulens som orsakades av heta avgaser.

### Flygdäck och hangarer
Amagis flygdäck var 216,9 meter långt och hade en maximal bredd på 27 meter. Ett litet torn var monterat långt fram på styrbordssidan och innehöll fartygets brygga och faciliteter för flygledning. Fartyget konstruerades med två överbyggda hangarer som betjänades av två flygplanshissar, vardera 14 gånger 14 meter; den centrala hissen som användes i Hiryū ströks för att förenkla konstruktionen. Hissarna hade en maximal kapacitet på 7 000 kilo och tog 19 sekunder att färdas från den nedre hangaren till flygdäcket. Ingen flygplanskatapult var monterad. Fartyget hade en infällbar kran på styrbordssidan av flygdäcket, strax akter om den bakre hissen. Totalt hade Amagi en kapacitet för 397 340 liter flygbränsle.
Fartygets flyggrupp var ursprungligen tänkt att bestå av 12 Mitsubishi A6M Zero jaktplan, plus tre i reserv, 27 Aichi D3A Val störtbombplan, plus tre i reserv, och 18 Nakajima B5N "Kate" torpedflygplan plus två i reserv. Amagis hangarer kunde dock inte rymma så många flygplan, så elva plan planerades att permanent transporteras på flygdäck. År 1943 reviderades flyggruppen till att bestå av 18 Mitsubishi A7M "Sam" jaktplan (+2 i reserv), 27 Yokosuka D4Y "Judy" störtbombplan och sex Nakajima C6N "Myrt" spaningsflygplan. Av dessa var det tänkt att de sex C6N flygplanen skulle permanent placeras på flygdäcket. När fartyget togs i bruk 1944 var varken A7M eller C6N ännu i tjänst, så flyggruppen ändrades till att bestå av 27 Zeros, 12 D4Y, varav tre skulle vara av spaningsversionen, och nio Nakajima B6N "Jill" torpedflygplan. Vid den här tiden var dock bristen på flygbesättningar som var kvalificerade för hangarfartyg så stor att flygplanen användes från baser på land och Amagis flyggrupp placerades aldrig på fartyget.

### Pansar och bestyckning
Amagis pansarbälte vid vattenlinjen var 46 millimeter tjockt över maskinutrymmena och 140 millimeter tjockt över magasinen. Hennes däckspansar över maskineriet var 25 millimeter tjockt, medan pansaret över magasinen var 56 millimeter tjockt.
Fartygets primära beväpning bestod av sex dubbelmonterade typ 89 12,7 cm/40 luftvärnskanoner på sponsorer på fartygets sidor. Amagi var ursprungligen utrustad med 16 stycken trippelmonterade och tre enkelmonterade 25 mm typ 96 lätta luftvärnskanoner, de flesta på sponsorer längs skrovets sidor. I slutet av kriget hade fartyget totalt 22 trippel- och 23 enkelmontage. Amagi hade också sex stycken 28-eldröriga luftvärnsraketetkastare. För att försvara sig mot ubåtar var hangarfartyget utrustat med sex sjunkbombskastare och hade mellan sex och tio sjunkbomber till dem.

## Tjänstgöring

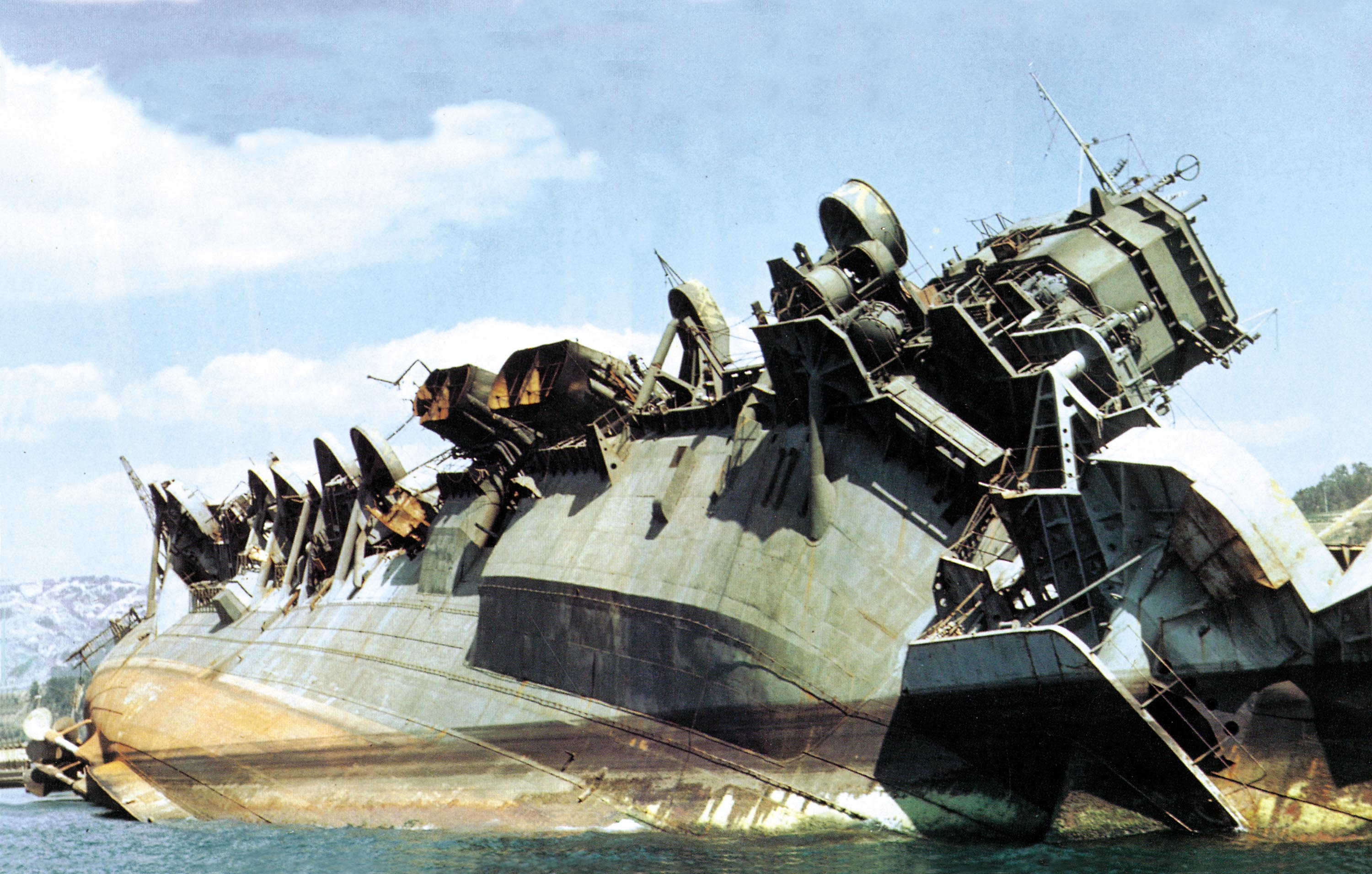
Amagi, kapsejsad i Kures hamn, 1946

Amagi kölsträcktes i Nagasaki den 1 oktober 1942. Hon sjösattes den 15 oktober 1943 och färdigställdes den 10 augusti 1944. Fartyget förflyttades mellan ett antal hamnar vid Inlandshavet tills hon anlände till Kure i februari 1945 och beordrades att kamoufleras. Hennes tilltänkta luftgrupp, Flyggrupp 601, skickades till slaget om Iwo Jima ungefär vid samma tidpunkt. Amagi byggdes kortvarigt om från den 10 till den 24 februari. Den 19 mars attackerades fartyget av flygplan från amerikanska Styrka 58 ("Task Force") och skadades lätt av en bomb som träffade kanten av flygdäcket. Den 13 april förtöjdes fartyget permanent vid en ö i Kure hamn och fick ett omfattande kamouflage.
Detta hindrade inte flygplanen från Styrka 38 från att lokalisera och attackera fartyget den 24 juli. Hon träffades två gånger och upplevde flera nära missar. En bomb på 230 kg detonerade nära den bakre skorstenen och skadade den allvarligt, men orsakade inte mycket annan skada förutom att den sprängde ett litet hål i styrbords skrov. En 910 kg tung bomb trängde igenom flygdäcket och detonerade i den övre hangaren, mellan hissarna. Explosionen blåste en 50 meter lång sektion av en hangarvägg överbord och väggarna på det övre hangardäcket böjdes och perforerades flera gånger. Flygdäcket mellan hissarna bucklades på en längd av 61,0 meter och den främre hissen föll ner till botten av sitt schakt. Den sprängde också ett 7,6 meter långt hål i det övre hangardäcket. Fragment från explosionen trängde in i fartygets inre och trängde in i skott och däck nedanför. Splitter från de nära träffarna penetrerade babords sida på skrovet och orsakade översvämning av det främre bombmagasinet, två pannrum och ett maskinrum.
Kaptenen beordrade att fartyget skulle överges senare på dagen, men på kvällen var det fortfarande flytande, om än med en liten slagsida åt babord och nedåt vid fören. Under de följande dagarna översvämmades fler vattentäta skott i fartyget och det lade sig ned på hamnens botten. En ny attack den 28 juli träffade henne flera gånger till och skadorna från dessa träffar och fler nära missar till babord gjorde att fartyget krängde ytterligare åt babord. Detta ökade gradvis under nästa dag tills Amagi kapsejsade klockan 10.00 på morgonen den 29 juli och en del av hennes flygdäck föll överbord. Förlusterna bland fartygets besättning är okända, men var förmodligen små.
Fartyget ströks från flottans register den 30 november och bärgningsarbetet inleddes den 5 december. Hålen i fartygets skrov tätades för att pumpa ut vattnet och minska dess djupgående. Resterna av hennes flygdäck och övre hangar kunde inte göras vattentäta och avlägsnades med hjälp av dynamit. Pontoner användes för att räta upp fartyget och det bärgades den 31 juli 1946. Bärgningsarbetet utfördes av Hitachi Zosen i Kure och de skrotade fartyget efteråt. Arbetet avslutades den 12 december 1947.